# Lijst van schilderijen van Jan Steen
Deze lijst van schilderijen van Jan Steen geeft een overzicht van de schilderijen van de Nederlandse schilder Jan Steen. 
| Titel | Datering          | Verblijfplaats                                                  | Afbeelding                   |
| --- | ----------------- | --------------------------------------------------------------- | ---------------------------- |
| |                   |                                                                 |                              |
| Rivierlandschap met ruïnes op heuvel                                                                                 | 1640–1679         | Privéverzameling familie van der Feltz, Nederland               |                              |
| Rivierlandschap met ruïnes op heuvel en met dronken boer                                                             | 1640–1679         | Onbekend                                                        |                              |
| Beschonken buiten Voorschoten                                                                                        | 1640–1650 (?)     | Museum Bredius, Den Haag                                        |                              |
| De rondedans op het erf                                                                                              | 1640–1679         | Onbekend                                                        |                              |
| Dansende boeren bij een herberg                                                                                      | 1646–1648, ca.    | Mauritshuis, Den Haag                                           |                              |
| Landschap met een zandweg                                                                                            | 1648, ca.         | Frans Hals Museum, Haarlem                                      |                              |
| De meidans | 1640–1679         | Onbekend                                                        |                              |
| De vismarkt in Leiden                                                                                                | 1646–1649, ca.    | Städel Museum, Frankfurt am Main                                |                              |
| Interieur met etende en drinkende boeren                                                                             | 1649, ca.         | Frans Hals Museum, Haarlem                                      |                              |
| Boerengezelschap met fluitspeler en oude man die jonge vrouw ten dans vraagt                                         | 1645–1650, ca.    | National Gallery, Londen                                        |                              |
| De zeven werken van barmhartigheid                                                                                   | 1640–1679         | Privéverzameling                                                |                              |
| De optocht met de Paasos                                                                                             | 1640–1679         | Onbekend                                                        |                              |
| Winterlandschap met ijsvermaak                                                                                       | circa 1650        | Skokloster, Håbo                                                |                              |
| De bruiloft te Kana                                                                                                  | 1640–1679         | Onbekend                                                        |                              |
| Bosrijk landschap met kegelaars                                                                                      | 1640–1679         | Kunsthistorisches Museum, Wenen                                 |                              |
| Kermis met herberggasten                                                                                             | 1640–1679         | Onbekend                                                        |                              |
| Vissers op het strand (van Scheveningen)                                                                             | 1640–1679         | Onbekend                                                        |                              |
| De brillenverkoper                                                                                                   | 1650–1653, ca.    | National Gallery, Londen                                        |                              |
| De waarzegster | 1640–1679         | Petit Palais, Parijs                                            |                              |
| De aanbidding door de herders                                                                                        | 1640–1679         | Musée Granet, Aix-en-Provence                                   |                              |
| De aanbidding door de herders                                                                                        | 1640–1679         | Onbekend                                                        |                              |
| Herbergtafereel met pijproker en open vuur                                                                           | 1640–1679         | Hermitage, Sint-Petersburg                                      |                              |
| Gezelschap met vioolspeler en dansend paar                                                                           | 1640–1679         | Palais des Beaux-Arts de Lille, Lille                           |                              |
| De sater en de boer                                                                                                  | 1640–1679         | J. Paul Getty Museum, Los Angeles                               |                              |
| De paardenmarkt te Valkenburg (Zuid-Holland)                                                                         | 1640–1679         | Privéverzameling                                                |                              |
| Boerenerf met waterput en rustende reizigers                                                                         | 1640–1679         | Nederlandse ambassade, Canberra                                 |                              |
| De waterput | 1640–1679         | Muzeum Narodowe w Warszawie, Warschau                           |                              |
| De meikoningin | 1648–1651, ca.    | Philadelphia Museum of Art, Philadelphia                        |                              |
| De waarzegster | 1650–1654, ca.    | Mauritshuis, Den Haag                                           |                              |
| De vette keuken | 1640–1679         | Privéverzameling                                                |                              |
| De magere keuken | 1640–1679         | National Gallery of Canada, Ottawa                              |                              |
| De vette keuken | 1640–1679         | Municipal Art Gallery, Cheltenham                               |                              |
| De magere keuken | 1640–1679         | Municipal Art Gallery, Cheltenham                               |                              |
| De kolfspelers | 1640–1679         | Privéverzameling, Groot-Brittannië                              |                              |
| De kiezentrekker | 1651              | Mauritshuis, Den Haag                                           |                              |
| De dood van Ananias                                                                                                  | 1651              | Onbekend                                                        |                              |
| Laat de kinderen tot mij komen                                                                                       | 1640–1679         | Privéverzameling                                                |                              |
| De sater en de boer                                                                                                  | 1640–1679         | Privéverzameling Philips, Eindhoven                             |                              |
| Mozes slaat water uit de rots                                                                                        | 1640–1679         | Städel Museum, Frankfurt am Main                                |                              |
| Kegelaars bij oude toren                                                                                             | 1640–1679         | Onbekend                                                        |                              |
| Vechtende boeren, monniken en soldaten                                                                               | 1640–1679         | Onbekend                                                        |                              |
| De gekuste bruid | 1640–1679         | Onbekend                                                        |                              |
| Ontwerp voor De gekuste bruid                                                                                        | 1640–1679         | Rijkscollectie, Den Haag                                        |                              |
| De dorpsbruiloft | 1649–1655, ca.    | Museo Thyssen-Bornemisza, Madrid                                |                              |
| Rivierlandschap met figuren en een wagen voor een toren                                                              | 1641–1679         | Onbekend                                                        |                              |
| De waarzegster | 1648–1652, ca.    | Philadelphia Museum of Art, Philadelphia                        |                              |
| Zigeuners bij herberg, met waarzegster                                                                               | 1640–1679         | Onbekend                                                        |                              |
| Muzikanten op boerenerf                                                                                              | 1640–1679         | Onbekend                                                        |                              |
| Bruiloftstafereel in een herberg                                                                                     | 1640–1679         | Palazzo Bianco, Genua                                           |                              |
| De riviervismarkt met Jacobskerk in Den Haag                                                                         | 1652–1654, ca.    | Haags Historisch Museum, Den Haag                               |                              |
| De duiventil | 1640–1679         | Fondation Custodia, Parijs                                      |                              |
| De dorpskermis | 1653              | Museum Boijmans Van Beuningen, Rotterdam                        |                              |
| Dansende boeren voor een herberg                                                                                     | 1653              | Mauritshuis, Den Haag                                           |                              |
| Landschap met herberg en kegelaars                                                                                   | 1656–1660, ca.    | Philadelphia Museum of Art, Philadelphia                        |                              |
| Herberg met kegelaars in heuvellandschap                                                                             | 1640–1679         | Onbekend                                                        |                              |
| Kaartspeler en kegelaars bij een herberg                                                                             | 1640–1679         | Onbekend                                                        |                              |
| De kolfspelers | 1640–1679         | Walker Art Gallery, Liverpool                                   |                              |
| Feest bij herberg ‘Den Oliphant’ (De viering van Leidens Ontzet)                                                     | 1640–1679         | Metropolitan Museum of Art, New York                            |                              |
| De boerenkermis | 1640–1679         | Onbekend                                                        |                              |
| Dat heb je niet (De vrek)                                                                                            | 1640–1679         | Onbekend                                                        |                              |
| De aanbidding door de herders                                                                                        | 1640–1679         | Sint-Stephanusdom, Litomerice                                   |                              |
| De prediking van Johannes de Doper                                                                                   | 1640–1679         | Nivaagaards Malerisamling, Nivaa                                |                              |
| De bruiloft te Kana                                                                                                  | 1640–1679         | Verdwenen                                                       |                              |
| Het gezicht | 1640–1679         | Upton House, Banbury                                            |                              |
| Het gehoor | 1640–1679         | Upton House, Banbury                                            |                              |
| De reuk | 1640–1679         | Upton House Banbury                                             |                              |
| De smaak | 1640–1679         | Upton House, Banbury                                            |                              |
| Het gevoel | 1640–1679         | Verdwenen                                                       |                              |
| De pijpstopper (Het Gevoel)                                                                                          | 1653–1656         | Kröller-Müller Museum, Otterlo                                  |                              |
| Oude rijkaard, afgewezen door jonge arme vrouw                                                                       | 1640–1679         | Onbekend                                                        |                              |
| Oude rijke vrouw, afgewezen door arme jongeling                                                                      | 1640–1679         | Onbekend                                                        |                              |
| De vrek | 1641–1679         | Statens Museum for Kunst, Kopenhagen                            |                              |
| Herbergtuin met krantenlezer                                                                                         | 1640–1679         | Privéverzameling E.G. Bührle, Zürich                            |                              |
| De meikoningin (De vrolyke pincxterblom)                                                                             | 1640–1679         | Onbekend                                                        |                              |
| De ketelschuurster                                                                                                   | 1650–1660         | Rijksmuseum Amsterdam, Amsterdam                                |                              |
| De kegelaars | 1640–1679         | Onbekend                                                        |                              |
| De kermis te Oegstgeest                                                                                              | 1640–1679         | Detroit Institute of Arts, Detroit                              |                              |
| Kermis aan de rivier                                                                                                 | 1640–1679         | Onbekend                                                        |                              |
| Het dorpsfeest | 1640–1679         | Fitzwilliam Museum, Cambridge                                   |                              |
| Kermis met per boot vertrekkend rederijkersgezelschap (Mooi uyt)                                                     | 1640–1679         | Onbekend                                                        |                              |
| Portret van Adolf en Catharina Croeser aan de Oude Delft                                                             | 1655              | Rijksmuseum Amsterdam, Amsterdam                                |                              |
| De Sabijnse maagdenroof                                                                                              | 1640–1679         | John and Mabel Ringling Museum of Art, Sarasota                 |                              |
| Kermis bij stenen brug                                                                                               | 1640–1679         | Onbekend                                                        |                              |
| Dorpskermis | 1648, ca.         | Mauritshuis, Den Haag                                           |                              |
| Herbergerf met kegelaars                                                                                             | 1640–1679         | Onbekend                                                        |                              |
| Musicerende en dansende bruiloftsgangers                                                                             | 1640–1679         | Szépmüvészeti Múzeum, Boedapest                                 |                              |
| Onvrijwillig vertrek uit de herberg                                                                                  | 1640–1679         | Onbekend                                                        |                              |
| De straatmuzikanten op het erf                                                                                       | 1640–1679         | Onbekend                                                        |                              |
| Herbergscène met zwangere gastvrouw                                                                                  | 1670, ca.         | Philadelphia Museum of Art, Philadelphia                        |                              |
| Simson beledigd door de Philistijnen                                                                                 | 1670, ca.         | Koninklijk Museum voor Schone Kunsten Antwerpen, Antwerpen      |                              |
| De stamtafel | 1640–1679         | Onbekend                                                        |                              |
| Interieur met een oude vrouw en een jongen                                                                           | 1656–1660, ca.    | Onbekend                                                        |                              |
| De keisnijding | 1656–1675, ca.    | Museum Boijmans Van Beuningen, Rotterdam                        |                              |
| De kwakzalver (De keisnijding)                                                                                       | 1640–1679         | Frans Hals Museum, Haarlem                                      |                              |
| De kwakzalver | 1640–1679         | Onbekend                                                        |                              |
| De begrafenis | 1640–1679         | Verdwenen                                                       |                              |
| Het oestereetstertje                                                                                                 | circa 1658 - 1660 | Mauritshuis, Den Haag                                           |                              |
| Slapend echtpaar op terras                                                                                           | 1640–1679         | Onbekend                                                        |                              |
| Paar, zich warmend en bijbellezend                                                                                   | 1656–1660         | Museum De Lakenhal, Leiden                                      |                              |
| Oude Vrijer - Jonge Meid                                                                                             | circa 1665        | Privéverzameling                                                |                              |
| Een oud echtpaar bezig met kandeel maken                                                                             | 1665–1670, ca.    | Mauritshuis, Den Haag                                           |                              |
| Het eimaal | 1640–1679         | Öffentliche Kunstsammlungen, Bazel                              |                              |
| Smullend paar aan tafel (in blijde verwachting)                                                                      | 1640–1679         | Onbekend                                                        |                              |
| De pannekoekbakster                                                                                                  | 1640–1679         | Memorial Art Gallery, Rochester                                 |                              |
| De aangeboden ring                                                                                                   | 1640–1679         | Verdwenen                                                       |                              |
| Gezin dat bidt voor de maaltijd                                                                                      | 1667–1671, ca.    | Philadelphia Museum of Art, Philadelphia                        |                              |
| Het morgentoilet | 1657              | Onbekend                                                        |                              |
| Bakker Arent Oostwaard en zijn vrouw Catharina Keizerswaard                                                          | 1658              | Rijksmuseum Amsterdam, Amsterdam                                |                              |
| De rederijkers van d’Eglantier (In liefde bloeiende)                                                                 | 1640–1679         | Art Museum, Worcester                                           |                              |
| Slapende vrouw en rokende man aan tafel                                                                              | 1660, ca.         | Hermitage, Sint-Petersburg                                      |                              |
| De pluimveeverkoper                                                                                                  | 1640–1679         | Onbekend                                                        |                              |
| De muzikale aanbidder (Acta virum probant)                                                                           | 1659              | National Gallery, Londen                                        |                              |
| De muzikanten | 1659              | Ascott House, Buzzard                                           |                              |
| Kop van Johannes de Doper                                                                                            | 1640–1679         | Onbekend                                                        |                              |
| Het morgentoilet | 1659–1660, ca.    | Rijksmuseum Amsterdam, Amsterdam                                |                              |
| Bathseba ontvangt de brief van koning David                                                                          | 1656–1660, ca.    | Privéverzameling                                                |                              |
| De vermoeide reiziger                                                                                                | 1640–1679         | Musée Fabre, Montpellier                                        |                              |
| Rokend en drinkend liefdespaar                                                                                       | 1640–1679         | Onbekend                                                        |                              |
| De hoenderhof | 1660              | Mauritshuis, Den Haag                                           |                              |
| De maaltijd | 1660              | Privéverzameling, Verenigd Koninkrijk                           |                              |
| Het gebed voor de maaltijd                                                                                           | 1660              | Privéverzameling                                                |                              |
| Theseus bij Achelos                                                                                                  | 1640–1679         | Onbekend                                                        |                              |
| Abraham verstoot Hagar                                                                                               | 1640–1679         | Staatliche Kunstsammlungen Dresden, Gemäldegalerie Alte Meister |                              |
| De aanbidding der herders                                                                                            | 1660–1679         | Rijksmuseum Amsterdam, Amsterdam                                |                              |
| De aanbidding door de herders                                                                                        | 1640–1679         | Mauritshuis, Den Haag                                           |                              |
| De twaalfjarige Jezus bij de schriftgeleerden                                                                        | 1640–1679         | Kunstmuseum Basel, Bazel                                        |                              |
| Jezus in het huis van Martha en Maria                                                                                | 1640–1679         | Art Gallery and Museum, Glasgow                                 |                              |
| De Emmausgangers | 1665–1668         | Rijksmuseum Amsterdam, Amsterdam                                |                              |
| Reiziger rustend voor een herberg                                                                                    | 1655–1660, ca.    | Upton House, Banbury                                            |                              |
| Dorpsfeest te Warmond                                                                                                | 1660, ca.         | Privéverzameling                                                |                              |
| De drinker | 1660–1665, ca.    | Smith College Museum of Art, Northampton                        |                              |
| De sater en de boer                                                                                                  | 1640–1679         | Onbekend                                                        |                              |
| Bordeelscène | 1640–1679         | Musée de l'hôtel Sandelin, Sint-Omaars                          |                              |
| Zieke grijsaard in het bordeel                                                                                       | 1640–1679         | Poesjkin Museum, Moskou                                         |                              |
| In het bordeel | 1640–1679         | Onbekend                                                        |                              |
| Bordeelscène | 1640–1679         | Royal Collection, Verenigd Koninkrijk                           |                              |
| Twee rokende vrouwen                                                                                                 | 1640–1679         | Onbekend                                                        |                              |
| Herbergtafereel met zogende vrouw                                                                                    | 1640–1679         | National Gallery of Victoria, Melbourne                         |                              |
| Sisterspelende vrouw                                                                                                 | 1662, ca.         | Mauritshuis, Den Haag                                           |                              |
| Jan Steen als rommelpotspeler, zijn vrouw Grietje als fluitspeelster                                                 | 1640–1679         | City Art Gallery, Manchester                                    |                              |
| Het vrolijke huisgezin                                                                                               | 1668              | Rijksmuseum Amsterdam, Amsterdam                                |                              |
| Kegelaars bij herberg in de Haarlemmer Hout                                                                          | 1660–1663, ca.    | National Gallery, Londen                                        |                              |
| Jan Steen als luitspelende paljas                                                                                    | 1663–1665, ca.    | Museo Thyssen-Bornemisza, Madrid                                |                              |
| Luitspeelster met verliefde man                                                                                      | 1665, ca.         | Rijksmuseum Twenthe, Enschede                                   |                              |
| Het dronken paar | 1655–1665, ca.    | Rijksmuseum Amsterdam, Amsterdam                                |                              |
| De handtastelijke herbergbezoeker                                                                                    | 1665, ca.         | Städel Museum, Frankfurt am Main                                |                              |
| Het zere been | 1640–1679         | Onbekend                                                        |                              |
| De strenge schoolmeester                                                                                             | 1640–1679         | Verdwenen                                                       |                              |
| Hagar en Ismaël in de wildernis                                                                                      | 1640–1679         | Privéverzameling E.M. Drey, New York                            |                              |
| Soo gewonne, soo verteert (De maaltijd)                                                                              | 1661              | Museum Boijmans Van Beuningen, Rotterdam                        |                              |
| Prinsjesdag (14 november)                                                                                            | 1661              | Onbekend                                                        |                              |
| De alchemist | 1640–1679         | Wallace Collection, Londen                                      |                              |
| De sater en de boer                                                                                                  | 1660, ca.         | Museum Bredius, Den Haag                                        |                              |
| Familietafereel | 1660–1679         | Rijksmuseum Amsterdam, Amsterdam                                |                              |
| Twee kinderen die boodschappen doen                                                                                  | 1640–1679         | Hamburger Kunsthalle, Hamburg                                   |                              |
| De visboer op het erf                                                                                                | 1640–1679         | Onbekend                                                        |                              |
| Het Driekoningenfeest                                                                                                | 1640–1679         | Royal Collection, Verenigd Koninkrijk                           |                              |
| Het Driekoningenfeest                                                                                                | 1640–1679         | Akademie der bildenden Künste Wien, Wenen                       |                              |
| Beroving in een bordeel                                                                                              | 1640–1679         | Staatliche Museen zu Berlin, Gemäldegalerie, Berlijn            |                              |
| De herbergtuin | 1640–1679         | Staatliche Museen zu Berlin, Gemäldegalerie, Berlijn            |                              |
| Soo d'oude songen, soo pypen de jongen                                                                               | 1640–1679         | Onbekend                                                        |                              |
| Der helpt geen medesyn, want het is minne pyn                                                                        | 1660, ca.         | Alte Pinakothek, München                                        |                              |
| Liefdesverdriet | 1659–1663, ca.    | Staatliches Museum Schwerin, Schwerin                           |                              |
| Bezoek van een dokter aan een zieke vrouw                                                                            | 1655–1665, ca.    | Národní Galerie v Praze, Praag                                  |                              |
| De geleerde en de Dood                                                                                               | 1640–1679         | Národni Galerie, Praag                                          |                              |
| De handtastelijke jager                                                                                              | 1640–1679         | Onbekend                                                        |                              |
| Het Driekoningenfeest                                                                                                | 1662              | Museum of Fine Arts, Boston                                     |                              |
| De jonge violist | 1650–1660         | Galleria degli Uffizi, Florence                                 |                              |
| De pannekoekbakkertjes                                                                                               | 1640–1679         | Nivaagaards Malerisamling, Nivaa                                |                              |
| Vrolijk familiegezelschap                                                                                            | 1640–1679         | Onbekend                                                        |                              |
| De oude koekvrijer                                                                                                   | 1640–1679         | Musée des Beaux-Arts, Rouen                                     |                              |
| Vrolijk gezelschap                                                                                                   | 1640–1679         | Verdwenen                                                       |                              |
| Boerenkermis | 1668–1670         | Frans Hals Museum, Haarlem                                      |                              |
| Het vrolijk huiswaartskeren                                                                                          | 1670–1679         | Rijksmuseum Amsterdam, Amsterdam                                |                              |
| De lierdraaier bij herberg 'Peecelharingh'                                                                           | 1640–1679         | Onbekend                                                        |                              |
| De kraamvisite | 1640–1679         | Onbekend                                                        |                              |
| Gezelschap met klavecimbel                                                                                           | 1640–1679         | Onbekend                                                        |                              |
| De blokfluitles | 1640–1679         | Palace of the Legion of Honor, San Francisco                    |                              |
| Een fiere pincxterblom                                                                                               | 1640–1679         | Onbekend                                                        |                              |
| De eters | 1640–1679         | Nasjonalgalleriet, Oslo                                         |                              |
| De eters | 1640–1679         | National Gallery, Londen                                        |                              |
| Het gebed voor de maaltijd                                                                                           | 1640–1679         | Belvoir Castle, Grantham                                        |                              |
| Het gebed voor de maaltijd                                                                                           | 1640–1679         | Onbekend                                                        |                              |
| Kermis in herberg met violist en dansend paar                                                                        | 1640–1679         | Onbekend                                                        |                              |
| Feestgangers bij een herberg aan de vlietbrug te Leiden                                                              | 1640–1679         | Staatsgalerie Stuttgart, Stuttgart                              |                              |
| Het morgentoilet | 1663              | Royal Collection, Verenigd Koninkrijk                           |                              |
| In weelde siet toe                                                                                                   | 1663              | Kunsthistorisches Museum, Wenen                                 |                              |
| Vrolijk gezelschap op herbergterras                                                                                  | 1663              | National Gallery of Art, Washington                             |                              |
| Vrolijk gezelschap op herbergterras                                                                                  | 1640–1679         | Onbekend                                                        |                              |
| Allegorie op de schilderkunst (Tekenles)                                                                             | 1640–1679         | Onbekend                                                        |                              |
| De strenge schoolmeester                                                                                             | 1640–1679         | Onbekend                                                        |                              |
| Kinderen die de kat leren lezen                                                                                      | 1640–1679         | Öffentliche Kunstsammlungen, Bazel                              |                              |
| Kinderen die de kat pap voeren                                                                                       | 1640–1679         | Onbekend                                                        |                              |
| Polsvoelende dokter bij zieke vrouw                                                                                  | 1658–1662         | Wellington Museum, Londen                                       |                              |
| De bruiloftsstoet | 1640–1679         | Onbekend                                                        |                              |
| Soo de oude songen, soo pypen de jongen (Doop)                                                                       | 1640–1679         | Staatliche Museen zu Berlin, Gemäldegalerie                     |                              |
| Het hanengevecht | 1640–1679         | Onbekend                                                        |                              |
| Bedorven huishouden (Syt des slapend sot)                                                                            | 1640–1679         | Onbekend                                                        |                              |
| De wijn is een spotter                                                                                               | 1663–1664         | Norton Simon Museum, Pasadena                                   |                              |
| Pijproker die rook blaast naar slapende vrouw                                                                        | 1640–1679         | Onbekend                                                        |                              |
| De koekvrijer | 1663–1665, ca.    | Museum De Lakenhal, Leiden                                      |                              |
| De piskijker | 1663–1665, ca.    | Museum De Lakenhal, Leiden                                      |                              |
| Dat ghy soekt, soek ick mee                                                                                          | 1661–1663         | Muzeum Narodowe w Warszawie, Warschau                           |                              |
| Herbergtafereel met koppelaar                                                                                        | 1640–1679         | Privéverzameling Thyssen-Bornemisza, Lugano-Castagnola          |                              |
| Het bedurfve huyshouw                                                                                                | 1640–1679         | Wellington Museum, Londen                                       |                              |
| De straffende schoolmeester                                                                                          | 1665, ca.         | National Gallery of Ireland, Dublin                             |                              |
| Het Sint-Nicolaasfeest                                                                                               | 1663–1665, ca.    | Rijksmuseum Amsterdam, Amsterdam                                |                              |
| Soo de oude songe, soo pypen de jonge                                                                                | 1663–1665, ca.    | Mauritshuis, Den Haag                                           |                              |
| "Soo voer gesongen, soo na gepepen"                                                                                  | 1665, ca.         | Mauritshuis, Den Haag                                           |                              |
| Soo voorgesonghen soo naegepepen                                                                                     | 1662, ca.         | Musée Fabre, Montpellier                                        |                              |
| Het zieke meisje | 1660–1665, ca.    | Mauritshuis, Den Haag                                           |                              |
| De kraamvisite | 1663              | Walace Collection, Londen                                       |                              |
| Vechtende kaartspelers in herberg                                                                                    | 1664              | Alte Pinakothek, Munchen                                        |                              |
| Kaartspelend gezelschap in herberg                                                                                   | 1640–1679         | Royal Collection, Verenigd Koninkrijk                           |                              |
| Handtastelijke gast in herberg                                                                                       | 1640–1679         | Royal Collection, Verenigd Koninkrijk                           |                              |
| Huiselijk tafereel met tafeldekkende meid                                                                            | 1640–1679         | Royal Collection, Verenigd Koninkrijk                           |                              |
| Het Driekoningenfeest                                                                                                | 1640–1679         | Musée Prescatore, Luxemburg                                     |                              |
| Oude man met klavecimbelspelend meisje                                                                               | 1640–1679         | Wallace Collection, Londen                                      |                              |
| Het vissertje | 1640–1679         | Onbekend                                                        |                              |
| De vette keuken | 1665–1670, ca.    | Liechtenstein Museum, Wenen                                     |                              |
| De magere keuken | 1640–1679         | Verdwenen                                                       |                              |
| De triktrakspelers in het bordeel                                                                                    | 1667              | Hermitage, Sint-Petersburg                                      |                              |
| De triktrakspelers                                                                                                   | 1670, ca.         | Hermitage, Sint-Petersburg                                      |                              |
| Vrolijk huisgezin | 1640–1679         | Philadelphia Museum of Art, Philadelphia                        |                              |
| De rederijkers (Jught nemt in)                                                                                       | 1661–1666, ca.    | Philadelphia Museum of Art, Philadelphia                        |                              |
| De gekroonde rederijker                                                                                              | 1640–1679         | Alte Pinakothek, München                                        |                              |
| Polsvoelende dokter bij minzieke vrouw                                                                               | 1640–1679         | Onbekend                                                        |                              |
| Feestvierende bruiloftsgasten                                                                                        | 1640–1679         | Koninklijk Museum voor Schone Kunsten, Antwerpen                |                              |
| Vrolijk gezelschap in herberg                                                                                        | 1640–1679         | Onbekend                                                        |                              |
| De afgewezen vrijer (Het Menistenzustertje)                                                                          | 1640–1679         | Onbekend                                                        |                              |
| Tegenhanger van De afgewezen vrijer                                                                                  | 1640–1679         | Verdwenen                                                       |                              |
| De galante aanbieding                                                                                                | 1640–1679         | Koninklijke Musea voor Schone Kunsten van België, Brussel       |                              |
| De oude koekvrijer                                                                                                   | 1640–1679         | Fitzwilliam Museum, Cambridge                                   |                              |
| De handtastelijke gast (De gebroken eieren)                                                                          | 1640–1679         | National Gallery, Londen                                        |                              |
| De rederijkers (In liefde vrij)                                                                                      | 1665–1668         | Koninklijke Musea voor Schone Kunsten van België, Brussel       |                              |
| De kaartspelers | 1640–1679         | Longleat House, Warminster                                      |                              |
| Vrolijk gezelschap op terras                                                                                         | 1640–1679         | Onbekend                                                        |                              |
| Vechtende boeren, monniken en soldaten (De overval)                                                                  | 1640–1679         | Onbekend                                                        |                              |
| Het gebed voor de maaltijd                                                                                           | 1640–1679         | National Gallery, Londen                                        |                              |
| Onwel geworden meisje op bed, met omstanders                                                                         | 1640–1679         | Privéverzameling Sir Alfred Beit, Russborough                   |                              |
| Vechtpartij in herberg                                                                                               | 1665, ca.         | Detroit Institute of Arts, Detroit                              |                              |
| Vrolijke familiemaaltijd                                                                                             | 1674, ca.         | Musée de Louvre, Parijs                                         |                              |
| Het stoeiend paar | 1660, ca.         | Museum De Lakenhal, Leiden                                      |                              |
| Het huwelijkscontract                                                                                                | 1668, ca.         | Hermitage, Sint-Petersburg                                      |                              |
| De duiventil | 1640–1679         | Privéverzameling, Zürich                                        |                              |
| Verliefd paar | 1640–1679         | Verdwenen                                                       |                              |
| Kermis in een dorp                                                                                                   | Onbekend          |                                                                 |                              |
| Beroving in een bordeel                                                                                              | 1640–1679         | Privéverzameling, Nederland                                     |                              |
| Het doktersbezoek | 1665, ca.         | Museum Boijmans Van Beuningen, Rotterdam                        |                              |
| Polsvoelende dokter bij zieke vrouw                                                                                  | 1640–1679         | Taft Museum, Cincinnati                                         |                              |
| Polsvoelende dokter                                                                                                  | 1660, ca.         | Hermitage, Sint-Petersburg                                      |                              |
| De papegaaiekooi | 1665, ca.         | Rijksmuseum Amsterdam, Amsterdam                                |                              |
| De geplaagde kat | 1640–1679         | Onbekend                                                        |                              |
| De meikoningin (De vrolyke pincxterblom)                                                                             | 1640–1679         | Musée du Petit Palais, Parijs                                   |                              |
| De jonge aanbidder                                                                                                   | 1640–1679         | Onbekend                                                        |                              |
| De straffende schoolmeester                                                                                          | 1640–1679         | Ashby Castle, Northampton                                       |                              |
| De alchemist | 1640–1679         | Städel Museum, Frankfurt am Main                                |                              |
| De gevolgen van onmatigheid                                                                                          | 1640–1679         | National Gallery, Londen                                        |                              |
| Het verlopen huisgezin (Na tafel)                                                                                    | 1640–1679         | Privéverzameling, New York                                      |                              |
| Het pofboek | 1640–1679         | Walker Art Gallery, Liverpool                                   |                              |
| De oude vrijer | 1640–1679         | Onbekend                                                        |                              |
| Hier baet geen medesyn, het is der minne pyn                                                                         | 1640–1679         | Rijkscollectie, Den Haag                                        |                              |
| De tekenles | 1640–1679         | Onbekend                                                        |                              |
| Jonge tekenaar bij kaarslicht                                                                                        | 1650–1655         | Museum De Lakenhal, Leiden                                      |                              |
| Loth en zijn dochters                                                                                                | 1640–1679         | Wessenbergische Gemäldegalerie, Konstanz                        |                              |
| Erysichthon verkoopt zijn dochter Mestra                                                                             | 1650–1660         | Rijksmuseum Amsterdam, Amsterdam                                |                              |
| De kwakzalver | 1650–1679         | Rijksmuseum Amsterdam, Amsterdam                                |                              |
| Zieke vrouw met polsvoelende dokter                                                                                  | 1663–1666, ca.    | Rijksmuseum Amsterdam, Amsterdam                                |                              |
| Soo voer gesongen soo nae gedanst (De dansende poedel)                                                               | 1640–1679         | Ou Stadhuis, Kaapstad                                           |                              |
| Het leven van de mens (Brouwerij van Jan Steen)                                                                      | 1665, ca.         | Mauritshuis, Den Haag                                           |                              |
| Beroving in een bordeel                                                                                              | 1640–1679         | Musée de Louvre, Parijs                                         |                              |
| De meikoningin (De vrolyke pincxterblom)                                                                             | 1640–1679         | Verdwenen                                                       |                              |
| De aderlating | 1640–1679         | Verdwenen                                                       |                              |
| Musicerend gezelschap                                                                                                | 1666              | Art Institute of Chicago, Chicago                               |                              |
| Zelfportret op ongeveer 40-jarige leeftijd                                                                           | 1670, ca.         | Rijksmuseum Amsterdam, Amsterdam                                |                              |
| Kinderen leren een poes dansen, bekend als 'De dansles'                                                              | 1660–1679         | Rijksmuseum Amsterdam, Amsterdam                                |                              |
| Het Driekoningenfeest                                                                                                | 1640–1679         | Los Angeles County Museum of Art, Los Angeles                   |                              |
| De eendenboom | 1640–1679         | Kunstmuseum, Düsseldorf                                         |                              |
| De kwakzalver | 1640–1679         | Kunstmuseum, Düsseldorf                                         |                              |
| Interieur met feestend gezelschap                                                                                    | 1640–1679         | Wallace Collection, Londen                                      |                              |
| De onstuimige vrijer                                                                                                 | 1640–1679         | Onbekend                                                        |                              |
| Rederijkersfeest (de afdanking van de winter)                                                                        | 1640–1679         | Onbekend                                                        |                              |
| De middagslaap | 1640–1679         | Onbekend                                                        |                              |
| Vrolijk gezelschap bij herberg (niet sonder dat)                                                                     | 1640–1679         | Onbekend                                                        |                              |
| Prinsjesdag | 1660–1679         | Rijksmuseum Amsterdam, Amsterdam                                |                              |
| Vrolijk gezelschap in een herberg                                                                                    | 1640–1679         | Royal Collection, Verenigd Koninkrijk                           |                              |
| Herbergtafereel met violist en kaartspelers                                                                          | 1640–1679         | Royal Collection, Verenigd Koninkrijk                           |                              |
| Bordeelscène | 1667              | Corcoran Gallery of Art, Washington                             |                              |
| Het huwelijk van Tobias en Sara                                                                                      | 1667              | Herzog Anton Ulrich-Museum, Braunschweig                        |                              |
| De rijke vrek en Lazarus                                                                                             | 1667              | Privéverzameling F. Lehmann, Keulen                             |                              |
| Antonius en Cleopatra                                                                                                | 1667              | Georg-August-Universität, Göttingen                             |                              |
| Bruiloftsmaal in een herberg                                                                                         | 1667              | Wellington Museum, Londen                                       |                              |
| Herberginterieur met een oude man, die zich amuseert met de waardin, en triktrakspelers, bekend als 'Tweeërlei spel' | 1660–1679         | Rijksmuseum Amsterdam, Amsterdam                                |                              |
| De triktrakspelers                                                                                                   | 1640–1679         | Onbekend                                                        |                              |
| Antonius en Cleopatra                                                                                                | 1640–1679         | Privéverzameling, Nederland                                     |                              |
| Het Sint-Nicolaasfeest                                                                                               | 1670–1675         | Museum Catharijneconvent, Utrecht                               |                              |
| Polsvoelende dokter                                                                                                  | 1640–1679         | Metropolitan Museum of Art, New York                            |                              |
| Het binnenkomen van de bruid                                                                                         | 1640–1679         | Onbekend                                                        |                              |
| Esther voor Ahasveros                                                                                                | 1640–1679         | Hermitage, Sint-Petersburg                                      |                              |
| De uitgelaten herberggast                                                                                            | 1640–1679         | Onbekend                                                        |                              |
| De alchemist | 1668              | Cà d’Oro, Venetie                                               |                              |
| De tweeling | 1668              | Kunsthalle, Bremen                                              |                              |
| Soo d’oude songen, soo pypen de jonge                                                                                | 1668              | Rijksmuseum Amsterdam, Amsterdam                                |                              |
| Het Driekoningenfeest                                                                                                | 1668              | Museum Schloss Wilhelmshöhe, Kassel                             |                              |
| Delila laat Simsons haar afsnijden                                                                                   | 1668              | Los Angeles County Museum of Art, Los Angeles                   |                              |
| De gevangen Simson bespot door de Filistijnen                                                                        | 1667–1670         | Wallraf-Richartz-Museum, Keulen                                 |                              |
| De woede van Ahasverus                                                                                               | 1640–1679         | Barber Institute of Fine Arts, Birmingham                       |                              |
| De woede van Ahasverus                                                                                               | 1640–1679         | Cleveland Museum of Art, Cleveland                              | Esther, Ahasuerus, and Haman |
| De woede van Ahasverus                                                                                               | 1640–1679         | Privéverzameling, Den Haag                                      |                              |
| De zieke koningszoon Antiochius en Stratonike                                                                        | 1640–1679         | Onbekend                                                        |                              |
| De huwelijksnacht van Tobias en Sarah                                                                                | 1660, ca.         | Museum Bredius, Den Haag                                        |                              |
| De dorstige dobbelaar                                                                                                | 1640–1679         | Hermitage, Sint-Petersburg                                      |                              |
| Boerenpartij bij rechtsgeleerde                                                                                      | 1640–1679         | Onbekend                                                        |                              |
| Antonius en Cleopatra                                                                                                | 1640–1679         | Binnenhof, Den Haag                                             |                              |
| De terugkeer van de verloren zoon                                                                                    | 1640–1679         | Privéverzameling Wachtmeister, Kulla-Gunnarstorp                |                              |
| Het Sint-Nicolaasfeest                                                                                               | 1640–1679         | Onbekend                                                        |                              |
| Het huwelijk van Tobias en Sara                                                                                      | 1640–1679         | Onbekend                                                        |                              |
| Amnon en Tamar | 1661–1670, ca.    | Wallraf-Richartz-Museum, Keulen                                 |                              |
| Bathseba ontvangt Davids brief                                                                                       | 1668, ca.         | Norton Simon Museum, Pasadena                                   |                              |
| Ascagnes en Lucelle                                                                                                  | 1640–1679         | Privéverzameling, Verenigd Koninkrijk                           |                              |
| De tekenles | 1640–1679         | Fitzwilliam Museum, Cambridge                                   |                              |
| Boerenbruiloft | 1662–1666         | Privéverzameling                                                |                              |
| Het doktersbezoek | 1660–1665, ca.    | Philadelphia Museum of Art, Philadelphia                        |                              |
| Receptschrijvende dokter bij zieke vrouw                                                                             | 1640–1679         | Onbekend                                                        |                              |
| Het doktersbezoek | 1660–1670, ca.    | Mauritshuis, Den Haag                                           |                              |
| De herderlijke vermaning                                                                                             | 1640–1679         | Onbekend                                                        |                              |
| Paar in herbergprieel                                                                                                | 1640–1679         | Staatliche Kunsthalle, Karlsruhe                                |                              |
| De nachtelijke serenade                                                                                              | 1675, ca.         | Národni Galerie, Praag                                          |                              |
| Paar in slaapvertrek                                                                                                 | 1665–1675         | Museum Bredius, Den Haag                                        |                              |
| Ruziemakende kaartspelers                                                                                            | 1640–1679         | Museum der bildenden Künste, Leipzig                            |                              |
| Het lege vat (Wij hopen noch)                                                                                        | 1640–1679         | Onbekend                                                        |                              |
| De rederijkers en het ondeugende lied                                                                                | 1640–1679         | Allen Memorial Art Museum, Oberlin                              |                              |
| Het Spaanse bruidje                                                                                                  | 1640–1679         | Onbekend                                                        |                              |
| Mozes en de kroon van de Farao                                                                                       | 1670, ca.         | Mauritshuis, Den Haag                                           |                              |
| De bruiloft te Kana                                                                                                  | 1670–1672         | National Gallery of Ireland, Dublin                             |                              |
| Het Driekoningenfeest                                                                                                | 1640–1679         | Trustees of the Bedford Estates, Woburn Abbey                   |                              |
| Aan het ziekbed | 1640–1679         | Onbekend                                                        |                              |
| De galante herbergier                                                                                                | 1640–1679         | Palais des Beaux-Arts de Lille, Rijsel                          |                              |
| De bedrogen bruidegom                                                                                                | 1670, ca.         | Kunsthistorisches Museum, Wenen                                 |                              |
| Soo de oude songe, soo pypen de jongen                                                                               | 1640–1679         | Onbekend                                                        |                              |
| De dorpsschool | 1668–1672, ca.    | National Gallery of Scotland, Edinburgh                         |                              |
| Bordeelscène | 1640–1679         | Szépmüvészeti Múzeum, Boedapest                                 |                              |
| Rust op de vlucht naar Egypte                                                                                        | 1640–1679         | Musée Municipal, Duinkerken                                     |                              |
| De bruiloft te Kana                                                                                                  | 1640–1679         | Onbekend                                                        |                              |
| De bestolen vioolspeler                                                                                              | 1640–1679         | Mauritshuis, Den Haag                                           |                              |
| De triomf van David                                                                                                  | 1671              | Statens Museum for Kunst, Kopenhagen                            |                              |
| Het offer van Iphigenia                                                                                              | 1671              | Privéverzameling, New York                                      |                              |
| Boerenbruiloft | 1670, ca.         | Onbekend                                                        |                              |
| Vechtpartij in herberg                                                                                               | 1671              | Onbekend                                                        |                              |
| De vechtende kaartspelers                                                                                            | 1671              | Museum Arnhem, Arnhem                                           |                              |
| Vechtende kaartspelers                                                                                               | 1640–1679         | Staatliche Museen zu Berlin, Gemäldegalerie                     |                              |
| Laban zoekt de door Rachel gestolen Terafim                                                                          | 1661, ca.         | Museum De Lakenhal, Leiden                                      |                              |
| De edelmoedigheid van Scipio                                                                                         | 1640–1679         | Euro Art Centre, Roermond                                       |                              |
| Boerenbruiloft | 1672              | Rijksmuseum Amsterdam, Amsterdam                                |                              |
| De school | 1672              | Onbekend                                                        |                              |
| De dorpsschool | 1668–1672, ca.    | Privéverzameling                                                |                              |
| De bestolen vioolspeler                                                                                              | 1672, ca.         | Museum De Lakenhal, Leiden                                      |                              |
| De bestolen vioolspeler                                                                                              | 1650-1700         | Rijksmuseum Amsterdam, Amsterdam                                |                              |
| De aanbidding van het Gouden Kalf                                                                                    | 1640–1679         | North Carolina Museum of Art, Raleigh                           |                              |
| Bruiloftsstoet | 1640–1679         | Onbekend                                                        |                              |
| Het hanengevecht in de herberg                                                                                       | 1673              | Markiezenhof, Bergen op Zoom                                    |                              |
| Feestende en vechtende boeren bij herberg ’t Bot verstant’                                                           | 1673              | Royal Collection, Verenigd Koninkrijk                           |                              |
| Het huwelijk van Tobias en Sara                                                                                      | 1640–1679         | Fine Arts Museums of San Francisco, San Francisco               |                              |
| Bathseba met Davids brief                                                                                            | 1640–1679         | Privéverzameling, Nederland                                     |                              |
| De eierdans | 1640–1679         | Wellington Museum, Londen                                       |                              |
| De rode kous | 1640–1679         | Privéverzameling, Nederland                                     |                              |
| De luitspeelster op het terras                                                                                       | 1640–1679         | Wallace Collection, Londen                                      |                              |
| Paar op terras met luitspeler                                                                                        | 1640–1679         | National Gallery, Londen                                        |                              |
| Het eeuwfeest van Leidens Ontzet (3 oktober 1674)                                                                    | 1674              | Musée de Louvre, Parijs                                         |                              |
| Wie een varken is, moet in ’t kot                                                                                    | 1670–1678, ca.    | Mauritshuis, Den Haag                                           |                              |
| Christus verdrijft de wisselaars uit de tempel                                                                       | 1675              | Museum De Lakenhal, Leiden                                      |                              |
| Antonius en Cleopatra                                                                                                | 1640–1679         | Privéverzameling, Nederland                                     |                              |
| De gevangen Simson bespot door de Filistijnen                                                                        | 1640–1679         | Koninklijk Museum voor Schone Kunsten, Antwerpen                |                              |
| De kwakzalver (De keisnijding)                                                                                       | 1640–1679         | NAVO-hoofdkwartier, Brussel                                     |                              |
| De rijke vrek en Lazarus                                                                                             | 1640–1679         | Privéverzameling                                                |                              |
| Tuinfeest | 1640–1679         | Hermitage, Sint-Petersburg                                      |                              |
| De bruiloft te Kana                                                                                                  | 1640–1679         | Norton Simon Museum, Pasadena                                   |                              |
| Mozes slaat water uit de rots                                                                                        | 1660–1661, ca.    | Philadelphia Museum of Art, Philadelphia                        |                              |
| De bruiloft te Kana                                                                                                  | 1640–1679         | Staatliche Kunstsammlungen Dresden, Gemäldegalerie Alte Meister |                              |
| Manius Curius Dentatus weigert de geschenken der Samnieten                                                           | 1640–1679         | Onbekend                                                        |                              |
| Het tuinfeest bij de familie Paets                                                                                   | 1677              | Privéverzameling                                                |                              |
| Vrolijk gezelschap op een terras                                                                                     | 1670, ca.         | Metropolitan Museum of Art, New York                            |                              |
| Het gezin van Jan Steen                                                                                              | 1640–1679         | Szépmüvészete Múzeum, Boedapest                                 |                              |
| Jongen die wafeleetster een wijnglas aanbiedt                                                                        | 1640–1679         | Onbekend                                                        |                              |
| Het zieke vrouwtje                                                                                                   | 1660–1670, ca.    | Museum Boijmans Van Beuningen, Rotterdam                        |                              |
| Een drinkend paar | 1660–1679         | Rijksmuseum Amsterdam, Amsterdam                                |                              |
| De schuldenaar | 1679              | Onbekend                                                        |                              |